# Baksan (Fluss)
Der Baksan (russisch Бакса́н, karatschai-balkarisch Басхан) ist ein 173 km langer rechter Nebenfluss der Malka in der nordkaukasischen Republik  Kabardino-Balkarien in Russland.

## Verlauf
Die Baksan entfließt in einer Höhe von etwa 2800 m dem Großen Asau-Gletscher am Südhang des Elbrus. Er umfließt das Bergmassiv an der Südostseite und wendet sich dann in nordöstliche Richtungen. Zuerst durchfließt er ein enges Gebirgsteil, durchbricht den Skalisty-Kamm („Felsenkamm“) des Großen Kaukasus und erreicht oberhalb der nach ihm benannten Stadt Baksan die Ebene, wo er sich in mehrere Arme verzweigt (die bedeutendsten neben dem Hauptarm sind Baksanjonok und Geduko). Nach weiteren knapp 50 km in östlicher Richtung mündet der Baksan am südöstlichen Stadtrand von Prochladny in den Terek-Nebenfluss Malka. Beim Zusammenfluss ist der Baksan bedeutend wasserreicher als die Malka (durchschnittlich um mehr als das Fünffache).
Das Einzugsgebiet des Baksan umfasst 6800 km². Die wichtigsten Nebenflüsse sind Tschegem und Tscherek von rechts sowie der Gundelen von links.

## Nutzung und Infrastruktur
Der Baksan ist nicht schiffbar. Sein Wasser wird am Unterlauf zur Bewässerung landwirtschaftlicher Nutzflächen verwendet. Zu diesem Zweck wird aus dem Baksan über den Baksan-Malka-Kanal Wasser in Richtung der Malka abgeleitet.
Bei der Stadt Baksan befindet sich am Fluss ein kleines Wasserkraftwerk, das Baksan-Wasserkraftwerk (Baksanskaja GES) mit einer Leistung von zunächst 25 Megawatt, heute 27 MW. Es wurde zwischen 1930 und 1939 errichtet und gehört zu den ältesten Russlands. Nach Zerstörungen im Zweiten Weltkrieg wurde der volle Betrieb 1946 wieder aufgenommen. Da ein Teil der Technik seit der Errichtung des Kraftwerks in Betrieb war, arbeitete der heutige Betreiber, die Kabardino-Balkarische Filiale von RusHydro, seit 2007 an seiner Rekonstruktion. Zurückgeworfen wurden die Arbeiten durch einen Terroranschlag, der im Juli 2010 erhebliche Zerstörungen an der Anlage zur Folge hatte. Im Dezember 2012 konnte das Kraftwerk wieder in Betrieb genommen werden.
Bei der Stadt Baksan wird der Fluss auch von der Fernstraße M29 von Rostow am Don zur aserbaidschanischen Grenze überquert; dort zweigt die A158 zum Ski- und Alpinzentrum unterhalb des Elbrus ab, die dem Fluss aufwärts bis fast zu seinem Ursprung folgt und ihn dabei mehrfach überquert.